# Barbara Latos
Barbara Latos (ur. 8 sierpnia 1965 w Zabrzu) – polska lekkoatletka, płotkarka, specjalizująca się w biegu na 100 metrów przez płotki, mistrzyni i reprezentantka Polski.

## Kariera sportowa
Była zawodniczką Górnika Zabrze i Gwardii Warszawa.
Na mistrzostwach Polski seniorek na otwartym stadionie wywalczyła dwa medale w biegu na 100 m ppł - złoty w 1987 i srebrny w 1986. Także na halowych mistrzostwach Polski seniorek zdobyła dwa medale, w biegu na 60 m ppł - złoty w 1988 oraz srebrny w 1987.
Reprezentowała Polskę w finale A zawodów o Puchar Europy w 1987, zajmując 8. miejsce w biegu na 100 m ppł, z wynikiem 13,72.
Rekordy życiowe:
- 100 m ppł: 13,47 (30.08.1987)[5]
- 60 m ppł: 8,40 (20.02.1988)[6]